# Papoušek překrásný
Papoušek překrásný (Psephotellus pulcherrimus) byl druh papouška náležící do čeledi Psittaculidae a rodu Psephotellus. Objeven byl přírodovědcem Johnem Gilbertem roku 1844, jenž o něm informoval svého zaměstnavatele Johna Goulda. Ten papouškovi o rok později přiřkl vědecké jméno Platycercus pulcherrimus, následně jej přeřadil do rodu Psephotus. Papoušek se vyskytoval na jihovýchodě Queenslandu, pozorování z jiných částí Austrálie jsou považována za nepravděpodobná.
Papoušek překrásný měřil mezi 27 a 30 cm, přičemž samci byli větší než samice. U samců měly tváře, hrdlo a prsa zelené zbarvení, které na bocích přecházelo do tyrkysova. Břicho dále pokračovalo červeným zbarvením, centrální ocasní peří mělo barvu bronzově zelenou s načernale modrými špičkami, po stranách mělo ocasní peří barvu zelenomodrou s modrobílým zakončením. Ramena se vyznačovala jasně červeným pruhem, přičemž barva zbytku letek kolísala mezi šedou a hnědou s modrými okraji. Stejně byla zbarvena i záda. Hlava byla na vrcholku černá a zobák šedivý, ovšem přes čelo se táhl pruh červeného odstínu. Peří v blízkosti očí bylo zabarveno žlutě a přímo u očí, jež měly hnědou barvu, byla ještě šedá peřím neporostlá kůže. Končetiny byly také šedé. Samičky nebyly zbarveny tak křiklavě jako samci, postrádaly výrazné červené znaky a jejich peří mělo méně jásavé odstíny.
Hlavní hrozbou pro druh se stala přeměna přirozeného prostředí, lov ze stran nepůvodních predátorů nebo odchyt lidmi. Zbytky populace pak pravděpodobně trpěly problémy způsobenými příbuzenským křížením. Poslední potvrzené pozorování pochází z roku 1928. Mezinárodní svaz ochrany přírody mu přiřkl status vyhynulého druhu, nicméně od doby posledního pozorování existuje řada nepotvrzených záznamů.

## Nomenklatura

### Taxonomie
Papoušek překrásný se v biologické nomenklatuře nazývá Psephotellus pulcherrimus, přičemž jeho dalšími vědeckými synonymy jsou Platycercus pulcherrimus a Psephotus pulcherrimus – pod tímto jménem byl řazen až do roku 2014. Náleží do čeledi Psittaculidae a rodu Psephotellus. Nejblíže byl spřízněn s papouškem žlutoramenným (Psephotellus chrysopterygius), s nímž mohl i hybridizovat (křížit se). Nelze zcela vyloučit ani to, že se ve skutečnosti jednalo o jeden druh. Papoušek překrásný, žlutoramenný a také papoušek žlutokřídlý (Psephotellus dissimilis) se zřejmě vyvinuli alopatricky, to jest z jednoho druhu, jehož populace byly odděleny přírodní bariérou.
U papouška překrásného nebyly zjištěny žádné poddruhy, jednalo se tedy o monotypický taxon. Jeden poddruh nicméně navrhl australský ornitolog Gregory Mathews. Jednalo se o subspecii Psephotus pulcherrimus dubius, která byla založena na exempláři z Nového Jižního Walesu, šlo nicméně ještě o starý vzorek z dob, kdy byla pod pojmem „Nový Jižní Wales” známa velká část východní Austrálie a ne současný stát. Systematika se však ukázala býti pochybnou a po čase ji zpochybnil i sám autor.

### Historie

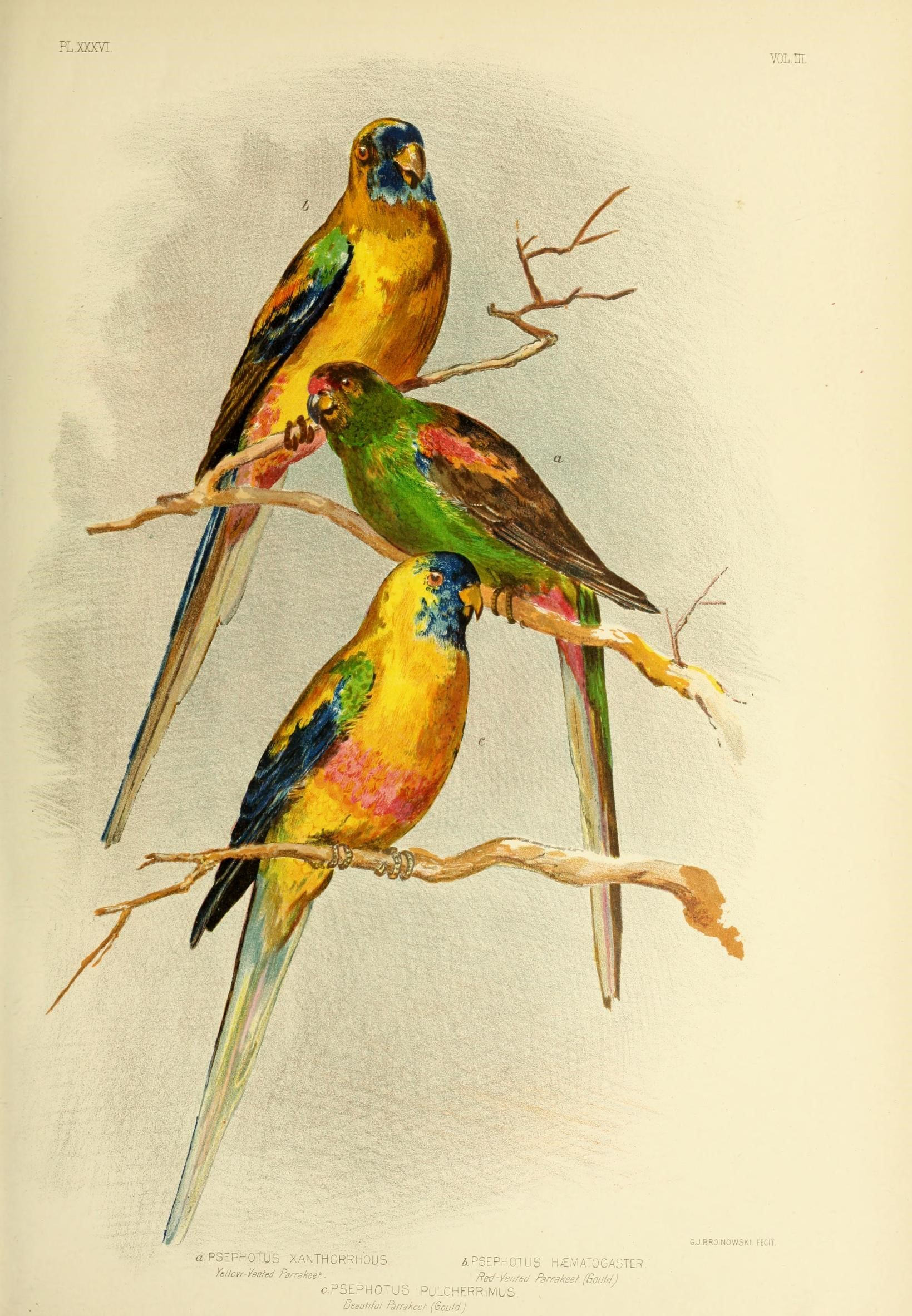
Kresba papouška překrásného (uprostřed) s dalšími dvěma druhy, ilustrace z Broinowského knihy The Birds of Australia

Papouška překrásného objevil britský přírodovědec a sběratel John Gilbert v Darling Downs na jihovýchodě Queenslandu, když zde od června roku 1844 prováděl ornitologické průzkumy. Po objevu nového druhu o něm Gilbert dopisem informoval svého zaměstnavatele, britského ornitologa Johna Goulda. Jeho přáním bylo, aby nově objevený druh nesl jeho jméno, neboť byl okouzlen zbarvením ptáka. John Gould byl sice rád za nově objevený druh, který sám později popisoval s velkým nadšením, avšak také kvůli tomu, že pojmenoval po Gilbertovi jednoho ptáka dříve (druh pištce), jeho přání odmítl. Papouška nejprve roku 1845 pojmenoval Platycercus pulcherrimus a později jej přejmenoval na Psephotus pulcherrimus, neboť mu připadal příbuznější s ptáky patřícími do rodu Psephotus. Rodové jméno odkazuje na skvrny na křídlech (Psephotus = „mozaikový”) a druhové pochází z latiny a znamená „překrásný”. Běžně používaným anglickým jménem se stalo „Beautiful Parakeet”, které uvedl Gould ve svém díle The Birds of Australia, na němž v tomto období pracoval, a odkud také pochází první kresba ptáka. Z Austrálie pochází řada různých pojmenování pro tento druh, například Soldier Grass Parrot, Anthill Parrot a Ground Rosella.
Poté, co Gilbert odeslal první exempláře papouška Gouldovi, přidal se k Leichardtově expedici směřující na Port Essington, což byl přístav v Severním teritoriu. Během cesty Gilbert zaznamenával další pozorování papouška překrásného, včetně kontroverzních zpráv o jeho existenci na Cape Yorku. Gilbert byl nakonec zabit při útoku domorodců. Gilbertův deník se podařilo získat Leichhardtovi, který se zbytkem mužů nakonec dosáhl severozápadního pobřeží. Později poznámky Gilberta předal Gouldovi. Deník přešel s majetkem na Gouldovy potomky a roku 1938 jej znovuobjevil novinář Alexander Hugh Chisholm, který vedl pátrání po papouškovi překrásném pomocí novinových kampaní. Kopie originálního Gilbertova dopisu pro Goulda byla objevena teprve během 20. století v liverpoolské městské knihovně. Jejím autorem je Edward Smith-Stanley, 13. hrabě z Derby, který byl nadšeným ornitologem a Gould mu pravděpodobně dopis půjčil, protože doufal, že by Stanleymu mohl prodat některé vzorky nového papouška.

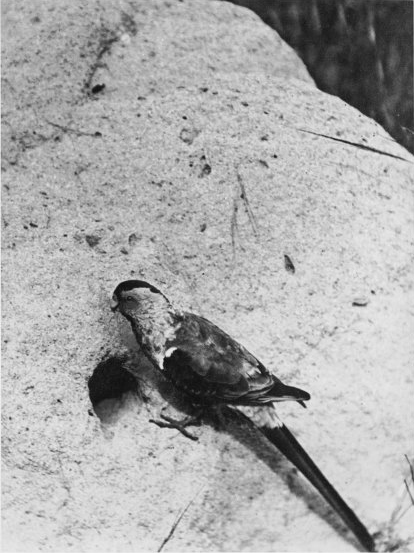
Fotografie papouška překrásného od C. H. Jerrarda

Vzhledem ke krásnému zbarvení samce byly samice přehlíženy. Gould do svého díla The Birds of Australia, kde obyčejně představoval pár ptáků, uvedl dva samce. I ve své pozdější knize Handbook to the Birds of Australia popis samice odbyl pouze několika větami. Další ornitologové se zachovali podobně a například Silvester Diggles ve své knize pouze uvedl, že je samička mnohem méně zbarvená než samec.
Vzhled samice poprvé důkladně popsal australský ornitolog Gregory Mathews, od něhož také pochází popis nedospělého samce. Ještě podrobněji papouška popsal Cyril Henry Jerrard, který ho pozoroval během 20. let dvacátého století (tedy před tím, než pták vyhynul). Ptáka také poprvé vyfotografoval. Několik jedinců papouška překrásného bylo uloveno během některých dobových expedic; například výpravě Edwarda Kennedyho z roku 1847 se podařilo mezi říjnem a listopadem získat dva exempláře papouška překrásného. Tito ptáci se stali součástmi sbírek Australského muzea. Do Austrálie se roku 1881 vydal rovněž norský přírodovědec Carl Sofus Lumholtz. Zde nedaleko od řeky Nogoa zabil párek papoušků překrásných, z toho jeden exemplář je stále uchován ve sbírkách osloské univerzity. Zabití papoušků v něm zanechalo silný citový prožitek: když zabil samce, samice se ke svému druhovi vrátila, zvedala mu zobákem hlavu a dokonce mu přinesla i potravu. Lumholtz ji zastřelil o něco později. Vzorky mláďat neexistují a dochoval se pouze jediný popis mláděte, který obdržel Diggles z druhé ruky. Podle něj prý mláďata byla vcelku podobná kuřatům jestřába.

## Výskyt

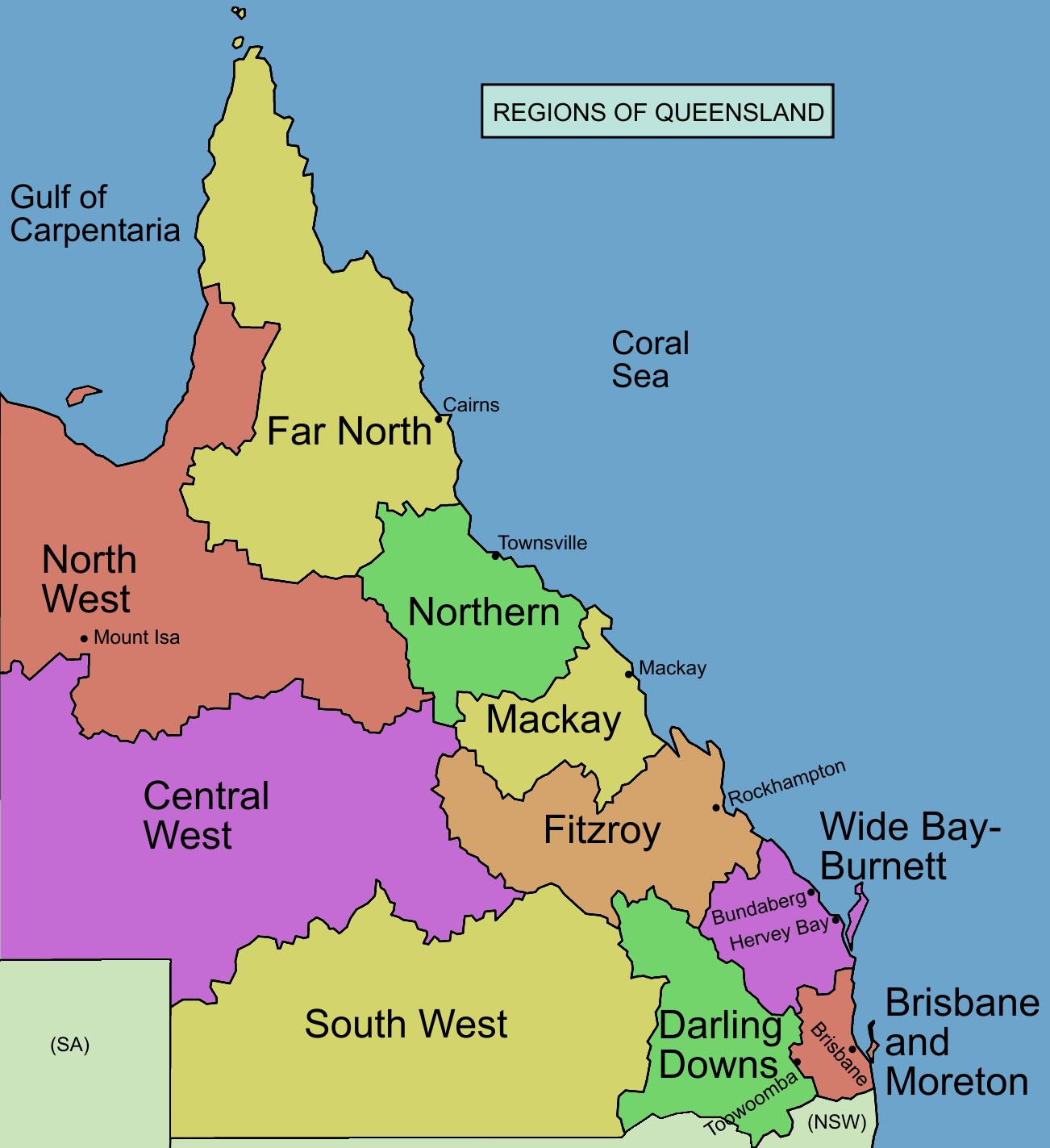
Poloha Darling Downs na mapě severovýchodní Austrálie

Papoušek překrásný obýval středovýchod australského kontinentu, konkrétně jihovýchod Queenslandu zhruba směrem jižně od obratníku Kozoroha. Amatérský přírodovědec a také umělec Silvester Diggles se v knize Ornithology of Australia zmiňuje, že se papoušek hojně vyskytoval v místě svého objevu, tedy v Darling Downs.
Údajně byl papoušek spatřen také v Novém Jižním Walesu, ovšem o těchto pozorováních neexistují žádné spolehlivé záznamy. Přestože výskyt v Novém Jižním Walesu uvedl Gould, pravděpodobně jej pomýlilo, že exempláře z takzvaného Nového Jižního Walesu pocházely teprve z doby, kdy byla tato oblast kolonií obklopující Queensland. Rovněž výše zmíněný Silvester Diggles uváděl, že se papoušek překrásný vyskytoval pouze v Queenslandu. Na začátku 20. století dělal průzkumy oblasti pro svou monografii též pomocník kurátora australského muzea Alfred North. Ten zde papouška nespatřil a ani o něm neslyšel. O něco později, mezi lety 1916–1917, nicméně Gregory Mathews ve své knize The Birds of Australia (pojmenované stejně jako Gouldovo dílo) zasadil areál výskytu opět do Nového Jižního Walesu. Podle novináře Alexandera Hugha Chisholma se snad papoušek překrásný v jižnějších státech vyskytoval (vzhledem k potvrzeným záznamům v blízkosti hranic s Novým Jižním Walesem), ale přesto podle něj nebylo možné říci, jestli byl tento areál výskytu papouška tak velký, aby byl považován za druh žijící jinde než v Queenslandu. Zprávu o pozorování několika jedinců v listopadu 1926 v blízkosti Casina v Novém Jižním Walesu odeslala do periodika The Emu roku 1927 žena Florence Irbyová, jež následně shromáždila další pozorování od rodinných příslušníků a často zprávy z druhé ruky od ostatních lidí. Odborník na papoušky Joseph Forshaw považuje tyto záznamy za nespolehlivé, avšak většina současných australských ornitologických knih přesto na těchto pravděpodobně mylných pozorováních staví. Žádné nezvratné důkazy jako exempláře či vejce však nikdy nikdo nezískal; různá pozorování z Nového Jižního Walesu navíc začala vznikat teprve ve chvíli, kdy Chisholm vyhlásil novinové kampaně.
Další nepravděpodobná pozorování pocházejí ze severu Queenslandu. Gilbert hlásil pozorování z Yorského poloostrova, zde však viděl spíše příbuzného papouška žlutoramenného a ne překrásného. Chisholm na základě Gilbertových deníků věřil v existenci této severní populace. V roce 1989 obhajoval existenci severní populace i avikulturista Rod Julian, podle něhož byl Gilbert tohoto papouška schopen rozpoznat. Julian též argumentoval exemplářem z Australského muzea, který prý pochází z Cairns, což je oblast v severním Queenslandu. Je ovšem součástí Grantovy sbírky, která je často geograficky nepřesná. Gilbert navíc pravděpodobně nesesbíral žádné vzorky ptáka a viděl jej možná jen krátce nebo z velké dálky, zároveň s sebou neměl optické přístroje. Žádné důkazy o existenci papouška překrásného na severu Queenslandu získány nebyly.
Papoušek překrásný se vyskytoval v říčních údolích s řídkými porosty blahovičníků nebo jiných otevřených lesů s porosty původních trav. V místech, kde se vyskytoval, bylo množství termitišť, která papouškům sloužila za hnízda. Druh byl stálý a nemigroval; pokud nebyl v období sucha pozorován, bylo to způsobeno spíše zánikem místní populace než migrací.

## Popis
Tento malý druh papouška dosahoval velikosti mezi 27 a 30 cm (průměrně 28 cm). Tělo bylo štíhlé, vybavené dlouhým ocasem měřícím okolo 17,5 cm. Samci dosahovali větší velikosti nežli samice; měřili mezi 28 a 30 cm, zatímco samice mezi 27 a 29 cm. Křídlo bylo asi 13 cm dlouhé a zobák měřil zhruba 1,2 cm.
U samců měly tváře, hrdlo a prsa zelené zbarvení, které na bocích přecházelo do tyrkysova. Břicho dále pokračovalo červeným zbarvením, centrální ocasní peří mělo barvu bronzově zelenou s načernale modrými špičkami, po stranách mělo barvu zelenomodrou s modrobílým zakončením. Ramena se vyznačovala jasně červeným pruhem, přičemž barva zbytku letek kolísala mezi šedou a hnědou, s modrými okraji. Stejně byla zbarvena i záda. Hlava byla na vrcholku černá a zobák šedivý, ovšem přes čelo se táhl pruh červeného odstínu. Peří v blízkosti očí bylo zabarveno žlutě a přímo u očí, jež měly hnědou barvu, byla ještě šedá peřím neporostlá kůže. Končetiny byly také šedé. Samičky nebyly zbarveny tak křiklavě jako samci, postrádaly výrazné červené znaky a jejich peří mělo méně výrazné odstíny. Nevyvinul se červený pruh na čele jako u samců, čelo a obličej měly barvu hnědožlutou, stejně tak i hrdlo a horní část hrudníku. Zbytek spodní části těla byl matně tyrkysový, s malou červenou skvrnou na břiše. Stejně jako u samců se i u samiček vyvinuly rudé skvrny na křídlech, ty však byly opět menší. Nedospělí jedinci se podobali samičkám. Kvůli tomuto zbarvení byl papoušek překrásný jen těžko zaměnitelný s jinými druhy.
Papoušek překrásný létal nízko nad zemí vysokou rychlostí.

## Biologie

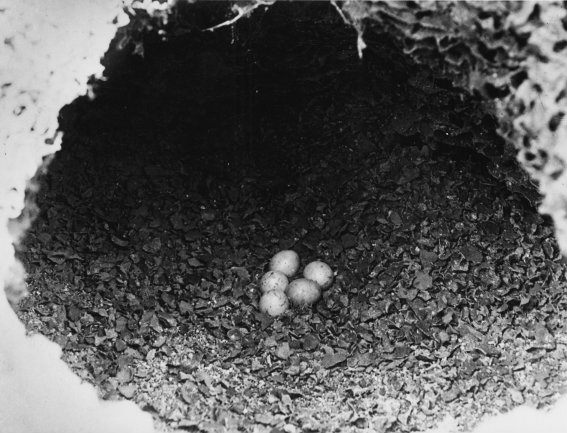
Hnízdo papouška překrásného s vejci

O chování tohoto druhu není známo mnoho informací. Aktivní byl ve dne a žil v malých skupinkách či párech. Živil se semeny trav. Chisholm uvedl, že přijímal také jinou potravu, například nektar nebo žaludy, ovšem to se nezdá příliš pravděpodobné. Potravu si hledal na zemi a sbíral ji převážně během rána a odpoledne, což mu zabíralo mnoho času. Většinou dole ohnul stéblo, aby z něj vybral semena; případně travinu ohnul tak, že na ni vylezl. Hledání jídla na zemi však bylo pro papouška riskantní, neboť pro predátory ho bylo snazší ulovit. Pokud mu hrozilo nějaké nebezpečí, ozval se krátkým výstražným ostrým tónem a odletěl do stromoví, nebo se ukryl na zemi dále od narušitele. Papoušek překrásný se jinak ozýval sladkým voláním „kvííík”. Jeho volání mu vyneslo jedno z lidových jmen „policejní papoušek”.

### Rozmnožování
Rozmnožoval se mezi zářím a březnem. Tito ptáci si vytvářeli hnízda v termitištích, stavěných převážně nasuty Nasutitermes magnus, kteří patří mezi největší australské termity. Jejich běžné termitiště měřilo na výšku asi 61 cm a v průměru 76 cm. Existují také pravděpodobně chybné záznamy o papoušcích, kteří hnízdili například v dutinách stromů. Papoušci preferovali především zachovalé termití stavby. Hnízdo uložené asi 90 cm hluboko v termitišti, do něhož se ptáci dostávali chodbou, měřilo zhruba 20 × 40 cm. Život v termitišti ptákům poskytoval výhodu, protože zdejší mikroklima bylo pro hnízdění vhodnější než extrémní výkyvy počasí venku, i když zde hrozilo napadení od varanů. Podobnou hnízdní strategii využívají také jiné, dosud žijící druhy, a sice papoušek žlutoramenný a papoušek žlutokřídlý. Papoušci hnízdící v termitištích poskytují potravu některým larvám můr, které konzumují jejich výkaly.
Snůška papouška překrásného byla tvořena třemi až pěti vejci. Samice seděla na vejcích pravděpodobně podobně dlouhou dobu jako papoušek žlutoramenný (jehož inkubace trvá asi 20 dní). Oba druhy se možná také zhruba stejnou dobu staraly i o mláďata (nezávislá na rodičích se u papouška žlutoramenného stanou po pěti týdnech), avšak přesné údaje nebyly zjištěny. Některé informace o hnízdění přinesla pozorování C. H. Jerrarda z let 1920–1924, který v oblasti pozoroval papoušky několikrát. O vejce se pravděpodobně starala pouze samice, zatímco samec se pravděpodobně staral o bezpečnost a před opuštěním hnízda samici varoval před možnými predátory. V březnu 1922 Jerrard objevil opuštěné hnízdo papouška překrásného. Podle něj za zničením snůšky stálo přehřátí sluncem, nebo problémy kvůli příbuzenskému křížení.

## Vyhynutí

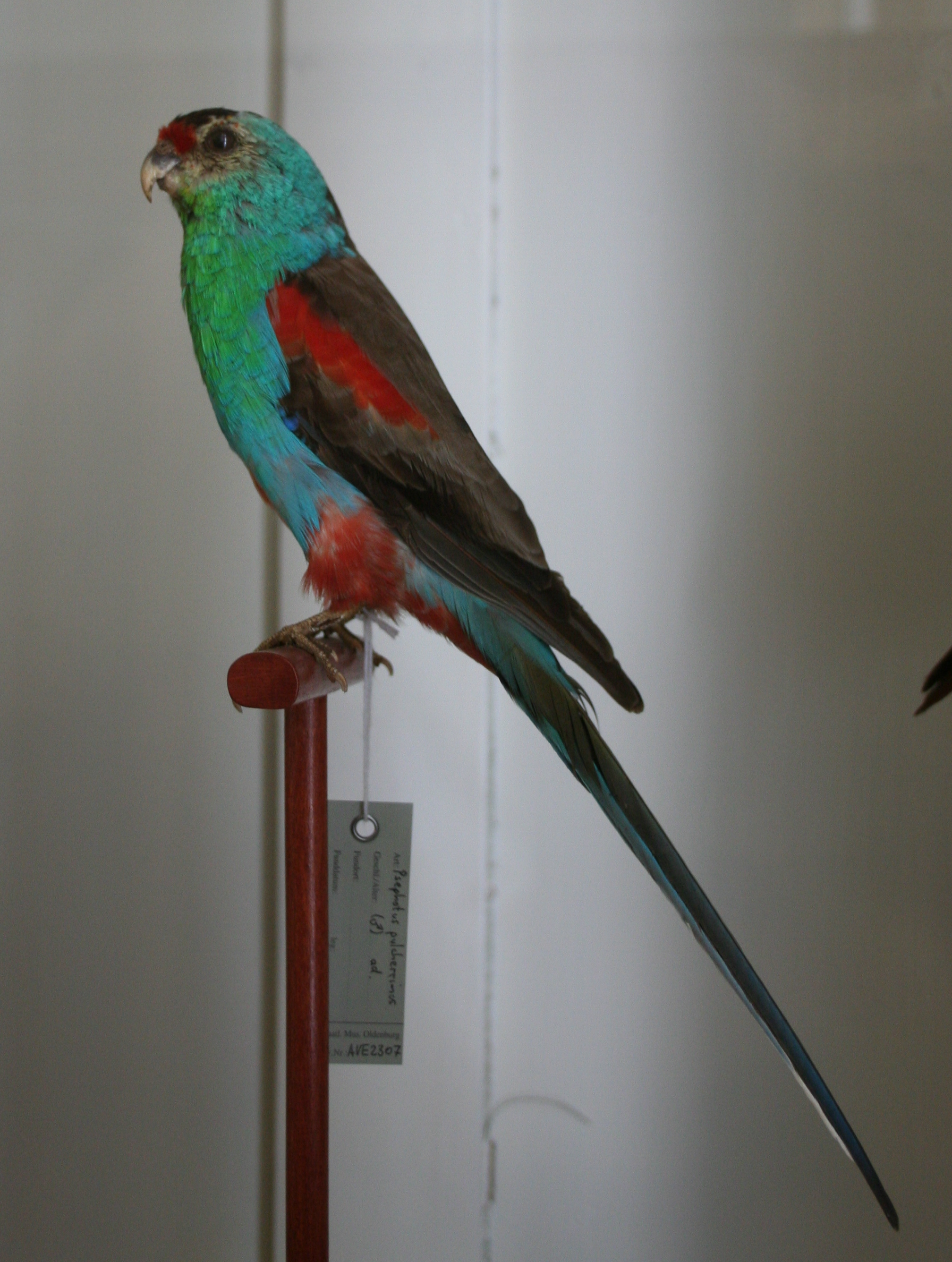
Preparovaný exemplář papouška překrásného v Landesmuseum für Natur und Mensch v německém Oldenburgu

Hlavním důvodem ohrožení papouška překrásného se stala ztráta přirozeného prostředí. V době objevení tohoto ptáka začali oblast osidlovat evropští přistěhovalci, předtím velkou část území, kde se papoušek překrásný vyskytoval, obývali příslušníci domorodého kmene Wakawaka. Zdejší pláně byly vystaveny nadměrné pastvě a Evropané též pozměnili požární cykly; k vypalování docházelo v době, kdy tráva plodila semena, což vedlo ke změnám ve složení původní vegetace.
Evropané zároveň začali ničit původní termitiště. Již původní obyvatelé je využívali coby stavební materiál a osadníci je následovali. Využívána byla na výrobu podlah, stěn či pecí a do druhé světové války také představovala základ pro sportovní povrchy. Populární byl tenis a kriket. Přirozené prostředí potom ptákům ubíralo také šíření invazních opuncií. Dalším nebezpečím pro papouška překrásného se stal jeho odlov a sběr vajec, probíhající převážně v pozdním devatenáctém století. Za pěkný exemplář někteří sběratelé platili velké sumy. Sbíráni byli především samci, což způsobilo nerovnováhu pohlaví. V neposlední řadě potom papoušky lovily nepůvodní druhy predátorů, například kočky a lišky. Populace natolik poklesla, že kvůli malému počtu ptáků nakonec mezi nimi pravděpodobně docházelo k příbuzenskému křížení.
Již v průběhu 19. století nebyl papoušek překrásný považován za zcela běžný druh, přesto se místy vyskytoval celkem hojně. Rychlý pokles jeho stavu nastal zvláště na přelomu 19. a 20. století. Poslední jedinci byli z volné přírody odloveni před rokem 1891 a jedna z posledních vajec z tohoto období byla získána asi o pět let později. Roku 1902 poté postihlo Austrálii velké sucho, kvůli čemuž panovaly teorie, že druh již vymizel.

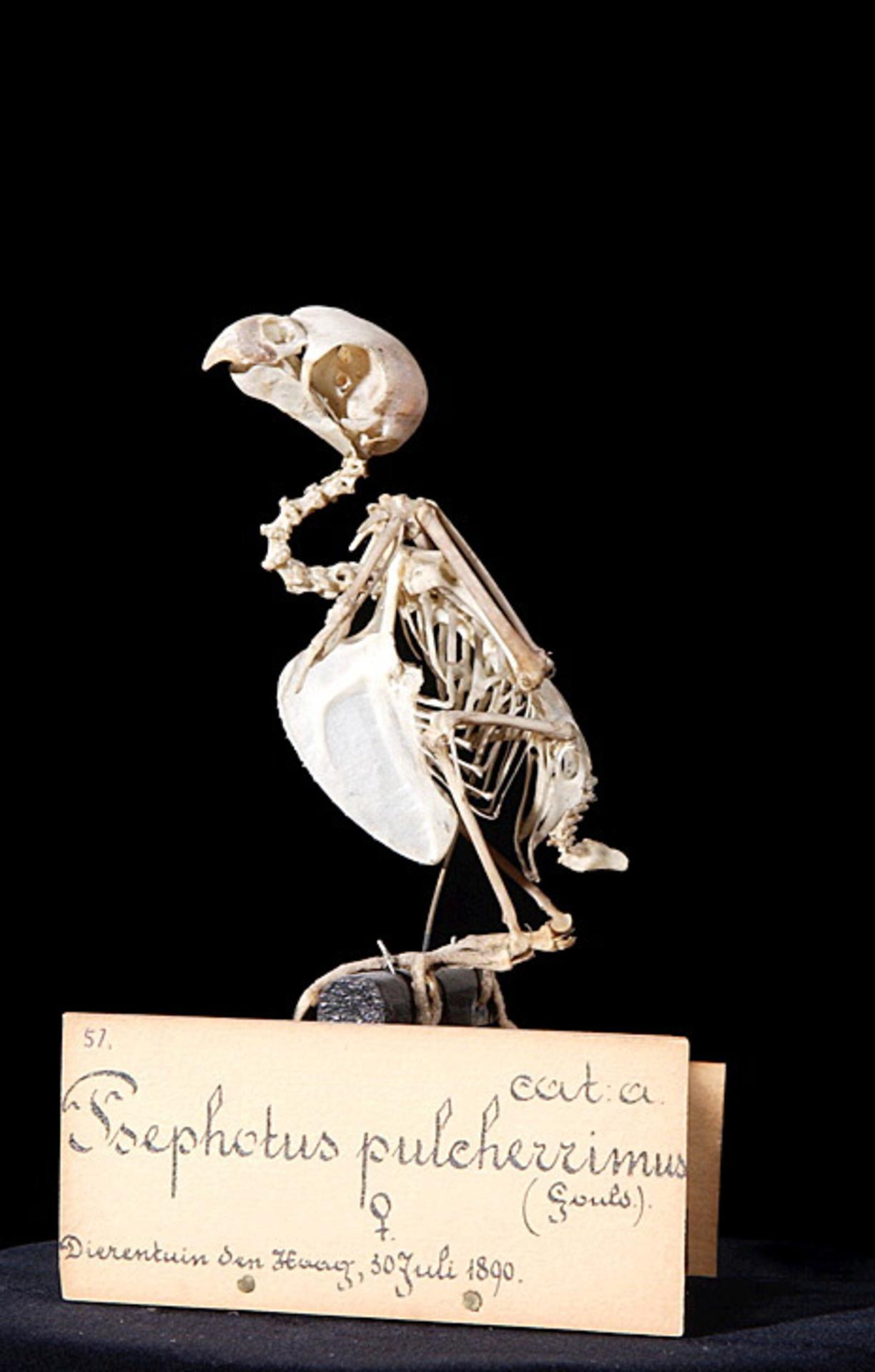
Kostra papouška překrásného

Ke konci první světové války zahájil Alec Chisholm novinovou kampaň, jejímž cílem bylo do pátrání po papouškovi zapojit i veřejnost. O tři roky později mu chovatel dobytka C. H. Jerrard poslal zprávu, že nalezl a vyfotografoval párek papoušků překrásných. Místem pozorování se stalo okolí řeky Burnett River, asi 300 km směrem na sever od Brisbane. Roku 1922 se k Jerrardovi připojil Chisholm a společně objevili jeden pár papoušků. Jerrard pak papoušky pozoroval až do roku 1927, ovšem již nikdy se mu nepodařilo vyfotografovat samičku. Tato pozorování jsou považována za poslední potvrzené záznamy o pozorování druhu, ačkoliv Jerrardův soused papouška údajně spatřil 20. listopadu 1928. Co se týče možné ochrany druhu, padl návrh zachránit ptáka množením jedinců v zajetí, ale tato akce měla začít probíhat až ve dvacátých letech 20. století, a to již bylo na záchranu pozdě. V zajetí se ptáci ani nerozmnožovali úspěšně a jenom málokdy se dožili několika měsíců.

### Další pozorování a muzejní kusy
Papoušek překrásný byl údajně od data posledního potvrzeného pozorování ještě několikrát viděn a podobně jako i u jiných vyhynulých druhů panují dohady o jeho možném přežívání. Ze třicátých a čtyřicátých let 20. století ještě pocházejí důvěryhodné zprávy o existenci druhu. V 60. letech Alec Chisholm rozpoutal podobně jako ve dvacátých až třicátých letech nové pátrání pomocí kampaní, ale tentokrát neúspěšně: nebyla získána žádná potvrzená pozorování. V tuto dobu, kdy se v Austrálii rozmohl trend ochrany přírody, také odstartovala další vlna pátrání po papouškovi. Papoušek překrásný se stal něčím jako vakovlkem mezi ptáky. Nadšená veřejnost sice předkládala spoustu údajných spatření, ale ta byla zřejmě mylná. Papoušek byl v této době prý „objeven” i v oblastech Nového Jižního Walesu či na Yorském poloostrově. Roku 1979 představil australský amatérský ornitolog Alan Harding Lendon diapozitiv údajně s papouškem překrásným. Diapozitiv byl prý pořízen někdy během šedesátých let 20. století. Odborník na papoušky J. Forshaw, ač obrázek neviděl, tento důkaz zpochybnil. Záběr je navíc natolik nekvalitní, že podle názoru australské ornitoložky Penny Olsenové se může jednat i o hračku. Další podezřelá pozorování pocházela od australského nadšeného přírodovědce Johna Younga. Ten v 70. letech a na začátku 80. let tvrdil, že objevil hnízdící populaci papoušků překrásných někde západně od Velkého předělového pohoří v severovýchodním Queenslandu. Olsenová ve své knize cituje dopis, ve kterém Young tvrdí, že získal 31 vajec papoušků překrásných. Young tato tvrzení odmítl, ale podle jeho slov viděl díry v termitištích, které podle něj mohli vytvořit pouze hnízdící papoušci překrásní. Osoba Johna Younga je nicméně kontroverzní. Roku 2006 prý objevil nový druh loriovitého papouška, což nicméně nebylo potvrzeno. Roku 2013 prokázaně znovuobjevil druh papoušek noční (Pezoporus occidentalis), ale důkazy o nových populacích tohoto ptáka, které přednesl o několik let později, byly označeny za podvod.
Další údajná pozorování pokračovala i v následujících desetiletích. Například z roku 1983 pochází pozorování menší skupinky papoušků severozápadně od Národního parku Sundown poblíž hranic s Novým Jižním Walesem. O čtyři roky později byl prý papoušek viděn jihozápadně od parku. Zhruba ze stejného časového období také pocházejí některé záznamy o ptákovi v Novém Jižním Walesu. Roku 1988 byla zorganizována expedice hledající papouška na hranicích mezi Queenslandem a Novým Jižním Walesem, ale pátrání skončilo bezvýsledně. Roku 1990 prý brisbaneský student Chris Kiernan viděl na dobytčí farmě v Dawson Valley  tři samečky a dvě samičky papouška překrásného. Oblast byla v 90. letech rozsáhle propátrána, ale papouška zde nikdo neobjevil. Další pozorování z 90. let prý pochází z června roku 1993. Tehdy prý několik jedinců viděl John McCloy na jihovýchodě Queenslandu. Některá údajná pozorování byla datována i se začátkem nového století; například neověřené informace o výskytu papouška překrásného asi 100 km od Brisbane zveřejnil The Courier-Mail v srpnu roku 2000. O rok později pochází záznam o ptákovi v Dalby. Ohledně papouška překrásného se také vyrojily některé konspirace: někteří jedinci dle těchto tvrzení byli ilegálně dovezeni do zámoří a dodnes jsou prý tito ptáci kdesi chováni v zajetí.
Přestože poslední potvrzené pozorování pochází z roku 1928, Mezinárodní svaz ochrany přírody ho ještě roku 1988 zapsal na seznam ohrožených druhů a teprve roku 1994 ho prohlásil za vyhynulého. Přesto je však nadále veden v první příloze Úmluvy o mezinárodním obchodu s ohroženými druhy volně žijících živočichů a planě rostoucích rostlin, která obsahuje druhy, s nimiž je zakázán mezinárodní obchod. Tým spravující queenslandskou státní databázi volně žijících druhů vyzval, aby mu případná nová pozorování tohoto druhu byla hlášena. I když je málo pravděpodobné, že by papoušek překrásný byl znovu objeven, vyloučit to nelze. Například jiný druh, stále žijící papoušek noční (Pezoporus occidentalis), byl též považován za vyhynulého a znovuobjeven později. Papoušek překrásný je jediným pevninským druhem ptáka, který v Austrálii vyhynul od osídlení Evropany.
Dochovalo se jen velmi málo konzervovaných exemplářů v muzejních sbírkách. V Austrálii je vlastní například muzea v Brisbane či Sydney, ve světě pak kupříkladu muzea v Oslu, Paříži, Washingtonu, Liverpoolu, Drážďanech, New Yorku, Oxfordu, Vídni, Manchesteru nebo Bruselu. Od roku 2007 má exemplář papouška překrásného také muzeum zoologie ve skotském Aberdeenu.